# Alexandra Chambon
Pour les articles homonymes, voir Chambon.
Pas d'image ? Cliquez ici

a Compétitions nationales et continentales officielles uniquement.

b Matchs officiels uniquement.
Dernière mise à jour le 11 juin 2025.
Alexandra Chambon, née le 2 août 2000, est une joueuse internationale française de rugby à XV évoluant au poste de demi de mêlée au sein de l'effectif de l'ASM Rugby.

## Biographie
Alexandra Chambon participe au Tournoi des Six Nations 2022,.
Toujours en 2022, elle est sélectionnée par Thomas Darracq pour disputer la Coupe du monde en Nouvelle-Zélande.
À l'automne 2023, elle fait partie du groupe d'internationales qui dispute sous les couleurs de la France le WXV en Nouvelle-Zélande.
À partir de la saison 2025-2026, elle change de club et s'engage avec l'ASM Rugby,,.